# Francesco Alliata
Francesco Alliata, né Francesco Giuseppe Felice Immacolata Melchiorre Baldassarre Gaspare Dazio Signoretto Alliata di Villafranca le 17 novembre 1919 à Palerme et mort le 1er juillet 2015 à Bagheria, est un producteur de cinéma, entrepreneur et réalisateur italien.

## Biographie

### Origines familiales
Francesco Alliata naît à Palerme de Gabriele Alliata Bazan (1874-1929) et de Vittoria San Martino (fille de l'historien Francesco San Martino, duc de Santo Stefano). Son père, Gabriele, appartient à la haute noblesse sicilienne et européenne et possède le titre de prince de Villafranca. Francesco Alliata est né dans une fratrie de quatre enfants avec Giuseppe (son frère aîné), Raimondo et Gabriella Alliata.
À la mort de son frère aîné Giuseppe Alliata en 1979, Francesco hérite des titres de prince de Villafranca, duc de Salaparuta et prince du Saint-Empire romain germanique ainsi que de 7 autres titres de prince (prince d'Ucria, de Montereale, de Buccheri, de Castrorao, de Trecastagne, de Valguarnera et de Gravina), d'un autre titre de duc (duc de Saponara), d'un titre de marquis (marquis de Santa Lucia), de 6 titres de baron et d'une vingtaine de titres de seigneur. Il a également été nommé Grand d'Espagne ainsi que chevalier de l'ordre souverain de Malte.

### Études et Panaria Film
Francesco Alliata étudie le droit à l'Université de Palerme, où il est inscrit au Gruppo Universitario Fascista (organisation étudiante fasciste), comme de très nombreux autres jeunes de sa classe sociale à l'époque.
En 1946, Alliata décide avec son cousin Quintino di Napoli et ses amis Giovanni Mazza, Pietro Moncada di Paternò, Renzo Avanzo et Fosco Maraini, de réaliser une série de courts métrages sous-marins en 35 mm dans les îles Éoliennes, en utilisant du vieux matériel récupéré aux États-Unis et en le modifiant afin de le rendre étanche. Ce tournage sous-marin innovant pour l'époque est une première mondiale,. Le premier tournage est Cacciatori sottomarini, produit par Francesco Alliata avec le concours technique du plongeur sous-marin Giovanni Mazza.
Par la suite,  Roberto Rossellini s’intéresse à la société et ainsi l'activité de Panaria Film évolue vers le cinéma traditionnel en produisant entre autres le film Vulcano avec Anna Magnani et Le Carrosse d'or de Jean Renoir toujours avec Anna Magnani, produisant un des premiers films en couleur du cinéma européen.
Les documentaires Scilla e Cariddi et Tonnara ont été récompensés au Festival de Locarno et à la Mostra de Venise de 1948 ainsi qu'au Festival international du film d'Édimbourg en 1950.
La société, créée en 1947, ferme pour raisons économiques en 1956.

### Activités entrepreneuriales
Après la fermeture de Panaria Film, Francesco Alliata se dédie à l'activité entrepreneuriale. Il produit ainsi des glaces et des sorbets siciliens, en fondant la société XIV Duca di Salaparuta.
Avec sa femme Teresa Correale Santacroce, noble dont la famille possède le titre de baron et est originaire de Siderno et de Sorrente (elle est notamment une lointaine cousine du sénateur à vie Francesco Maria Correale), il a une fille : Vittoria Alliata di Villafranca, née en Suisse à Genève en 1950. Celle-ci est une écrivaine et journaliste spécialiste du monde arabe ainsi que traductrice des œuvres de J. R. R. Tolkien.

### Documentaires
- (it) In ricordo di Francesco Alliata: I ragazzi della Panaria, par Nello Correale, Italie, 2004 (52 minutes).